# アーバンビューグランドタワー
アーバンビューグランドタワーは、広島市の中心部である八丁堀の北に位置し、広島城と縮景園に挟まれた官庁・公共施設等の集中地区に建つ超高層ビル。分譲マンションを中心に、オフィス・商業施設からなる複合型ビルとなっている。

## 構造
広島グランドホテル跡地に建設され、2003年（平成15年）12月末に竣工。最高部の高さは166mであり、2009年（平成21年）1月時点で、分譲マンションとしては中国地方で最も高いタワーマンションだったが、現在は2016年（平成28年）8月に竣工したシティタワー広島が中四国・九州地方最高層を誇っている。
地上43階・地下2階の構造で、低層階は商業施設、中層階はオフィス、高層階は分譲マンションになっている。レストランを中心に展開する商業施設は高級感が漂い、タワーのステータスともなっている。各階の施設の詳細は以下のとおり。
12階 - 43階分譲マンション
5階 - 11階オフィス
1階 - 4階レストラン・ショップ・フィットネス・病院
地下駐車場
2005年（平成17年）から、ひろしまドリミネーションの期間中はタワーと周辺の木々がライトアップされている。

## アクセス
- 広島電鉄白島線・縮景園前電停すぐ。
- 広島駅から車で約5分。

## 近隣施設
- 縮景園
- 広島県立美術館
- 合同庁舎